# 稲瀬川 (神奈川県)
稲瀬川（いなせがわ）は、神奈川県鎌倉市の長谷地区を流れ、由比ヶ浜海岸で相模湾に注ぐ河川。『万葉集』に「美奈能瀬河泊」（みなのせがわ）と記されるのはこの川とされ、水無瀬川が転じて稲瀬川という名になったという。鎌倉時代初期においては、鎌倉の西の境界とされていた。また、江戸時代に作られた歌舞伎作品では、江戸の隅田川に見立てて名前が使われた。
現代、稲瀬川河口部に並行して東側に美奈能瀬川（みなのせがわ）が流れる。本項では稲瀬川と美奈能瀬川について説明する。

## 地理
現代、長谷地区の由比ヶ浜では2本の川が約20ｍの間隔を置いて海に注いでいる。鎌倉市発行の行政地図では、西側を流れる川が稲瀬川、東側を流れる川が美奈能瀬川と呼称されている。20世紀半ばまでの地図では、両者は河口付近で合流し、1本の川として海に注いでいた。
鎌倉市は条例で「普通河川」を定めているが、稲瀬川・美奈能瀬川とも普通河川には指定されておらず、河川管理上は「水路」の扱いである:91-93。

### 稲瀬川
稲瀬川は、長谷大谷戸（はせおおやと）に源流があり、高徳院（鎌倉大仏）の東から長谷観音前交差点付近へと南下する:2。長谷観音前交差点以北は多くが暗渠となっている。開渠がはじまる交差点南側には、「三橋」の名と1926年（大正15年）4月の日付を記した橋の親柱が残されているが、下流にある同名の「三橋」との関係は不明（この地点について鎌倉市では橋として管理していない）。江戸時代後期に編纂された『新編相模国風土記稿』では、長谷観音門前で稲瀬川を渡る江島道の石橋として「兵橋（兵ヶ橋）」の名がある。
長谷観音前交差点から南下した流れは、江ノ電長谷駅の北でほぼ直角に曲がって東に向きを変え、住宅街の中で再び南方向へと流路を変えていく。海岸沿いの国道134号をくぐり、由比ヶ浜の海に注ぐ。
稲瀬川には上流から以下の橋が架かっている。
- 新宿橋 - 1993年（平成5年）3月[6][7]。旧橋の親柱が残る[7]。鎌倉市管理[8]:58。
- （江ノ電）
- 栄橋 - 1928年（昭和3年）10月[6][7]。鎌倉市管理[8]。
- 三橋 - 1939年（昭和14年）4月[6]。鎌倉市管理[8]。
- 美奈能瀬橋（国道134号） - 1953年（昭和28年）[11]。国土交通省管理[11]。

1923年（大正12年）9月の関東地震（関東大震災）に関する記録では長谷駅前に「兵橋」があったとされ、この橋まで津波が遡上したという。鎌倉市の津波ハザードマップでは、現在の新宿橋付近を示している。

### 美奈能瀬川
美奈能瀬川が開渠となっているのは河口部のみであるが、源流は笹目ヶ谷（笹目町）にあり、大部分が暗渠である。
川は笹目ヶ谷から出ると南西に向きを変え、吉屋信子記念館前の道路の下を流れる。なお、吉屋信子記念館前の道は中世に「長谷小路」と呼ばれていた道筋と考えられている:2。川は鎌倉文学館前の道に突き当たって南へ、「文学館前」交差点（神奈川県道311号鎌倉葉山線＝由比ガ浜大通り）で西へと流れを変えたあと、「海岸通り」バス停付近（甘縄神明神社参道の東の道）で南に流路を変えて海へ向かい:5、江ノ電長谷4号踏切の下を通り、国道134号より下流で開渠となる。
辞書によっては、笹目ヶ谷に源流を持つ川を「稲瀬川」と解説する。また、遺跡発掘調査報告書に付された地図に、この川を「笹目川」と記すものがある:5。
1923年（大正12年）3月に鎌倉町青年団によって建立された「稲瀬川」の碑が、美奈能瀬川河口付近の国道134号海側にある。

### 呼称と同定について
稲瀬川（美奈能瀬川・水無瀬川）は、由緒ある川であるために江戸時代の地誌類以降さまざまな考証が行われ、現地でも呼称と同定に混乱が生じているとされている。上述の通り「稲瀬川」には「美奈能瀬橋」が架かり、「稲瀬川」の碑は「美奈能瀬川」河畔にある。
19世紀初頭に成立した「江島道見取絵図」（五街道分間延絵図の一つ）は、東海道藤沢宿から江の島付近を経由して鎌倉の下馬に至る「江島道」を描いた絵図である。長谷村の中心であった長谷観音門前で、江島道（現在の神奈川県道311号鎌倉葉山線＝由比ガ浜大通りがその一部に相当する）は大仏方向から流下する川を橋で渡っており、この川に「稲瀬川」という注記がされている。また甘縄明神（現在の甘縄神明神社）門前を東に過ぎたあたりで、無名の川を水抜（暗渠）で通している。
天保12年（1841年）成立の地誌『新編相模国風土記稿』の「長谷村」の節では、「稲瀬川」について「源ハ御輿ヶ嶽ヨリ出テ南流シ村内ニテ由井ヶ浜ニ会ス」と記す。「御輿ヶ嶽」についても諸説があるが、同書「長谷村」の節で長谷村の東にある山とされる。「稲瀬川」の項には付記として「又小名大谷ノ溪間ヨリ涌出スル小川アリ、上ノ町ヲ経テ南流シ村内ニテ稲瀬川ニ合ス。此ノ川ニ石橋ヲ架ス。兵ヶ橋ト呼」とある。甘縄神明神社付近の山から発する川を「稲瀬川」とみなし、大谷から流出する現在の稲瀬川がそこに合流するという描写である。
明治初年に作成された迅速測図では、現在の稲瀬川が「水無瀬川」の名称で描かれているが、現在の美奈能瀬川に相当する川については描図されていない（歴史的農業環境閲覧システム）。
1902年発行の『鎌倉遊覽實測地圖』では、大仏北東の谷（「佐々目谷山」の北西麓と描図されている）から流下する現在の稲瀬川が「稲瀬川」として描かれており、河口付近で「神明社」（甘縄神明神社）南側から描かれる川（名称の記載なし）と合流している。
1941年（昭和16年）発行の『鎌倉市及近傍明細地図』では「笹目ケ谷」方面から流れてくる「美奈能瀬川」が描かれている。この美奈能瀬川は、大仏方面から流下する川（河口に「稲瀬川」と河川名が記される）と河口付近の「長者ケ久保」で合流し、一本の川として海に注ぐ形で描図されている。

## 歴史
後述の通り『万葉集』巻14・3366歌に「美奈能瀬河泊」の歌がある。『新編相模国風土記稿』は、万葉集に登場する「美奈能瀬川」および以後の和歌で歌枕として使われた「水無瀬川」を稲瀬川と同一とし、「水無瀬川」が本来の名前としたうえで「稲瀬川」はその転訛と考証する。
『新編相模国風土記稿』によれば、「稲瀬川」という呼称は『吾妻鏡』に初めて登場する。治承4年（1180年）10月、源頼朝の妻である北条政子が鎌倉に移住する際には、鎌倉入りの日柄を調整するために、数日間この川辺の民家に逗留した。元暦元年（1184年）8月には、平家追討使として出陣する源範頼の軍勢を、頼朝が稲瀬川のほとりに桟敷を設けて見送った。文治元年（1185年）8月、頼朝の要請を受けた後白河院の命令によって源義朝および従者鎌田政清の首（遺骨）が探し出され、大江公朝が勅使として派遣されて頼朝に引き渡されたが、この際に頼朝が出迎えた場所は『吾妻鏡』吉川本によれば稲瀬川である。鎌倉時代前期、稲瀬川は鎌倉の西の境界として認識されていたとみられる:2。
承久3年（1221年）の承久の乱においては、5月21日夜に門出した北条泰時は稲瀬川のほとりにあった藤沢清近（清親）の屋敷に宿泊し、22日未明に京都に向けて出陣した。
元弘3年（1333年）、新田義貞の鎌倉攻撃の際（鎌倉の戦い）には戦場となり、新田一族の大舘宗氏がこの河畔で討ち死にした。

## 文学・演劇における稲瀬川

### 歌枕「水無瀬川」
『万葉集』巻14・3366歌は、「美奈能瀬河泊（みなのせかは）」を詠む歌である。
川を渡って女のもとに通う男が、川に潮が満ちて遮られてしまうだろうかと歌う。以後の和歌においては「水無瀬川」として詠われることとなった。
『万葉集』でひとつ前に載せられた3365歌も、同じ鎌倉を舞台とする相聞歌「鎌倉の　見越しの崎の　岩崩（いわく）えの　君が悔ゆべき　心は持たじ」で、こちらに歌われた「見越しの崎」も歌枕となり（「御輿の崎」「神輿の崎」などとされ、これも比定に諸説ある。稲村ヶ崎参照）、しばしば水無瀬川と一対として詠われることとなる。たとえば『堀河百首』には源顕仲の「かまくらや　みこしかたけに　ゆききえて　みなのせかはに　みつまさるなり」がある。

### 歌舞伎の「稲瀬川」

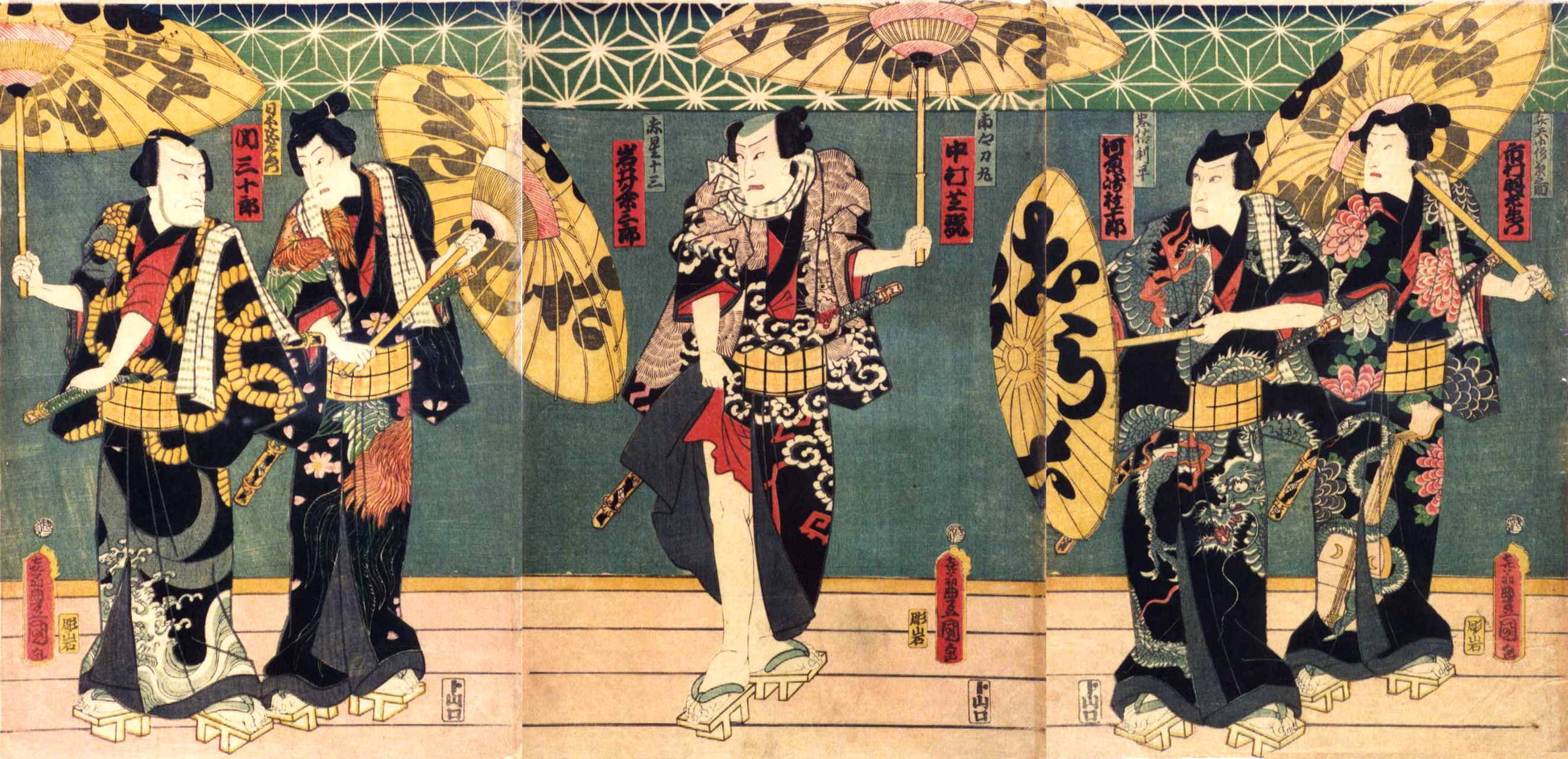
『青砥稿花紅彩画』の「稲瀬川勢揃いの場」（三代目歌川豊国画）

江戸時代に制作された歌舞伎作品では、同時代を鎌倉時代に、江戸を鎌倉に読み替えた作品が多い。二代目河竹新七（黙阿弥）は、隅田川（大川）を置き換える舞台として稲瀬川をしばしば登場させており、実際とは異なる大きな川として描写された。
『青砥稿花紅彩画（あおとぞうし はなの にしきえ）』（1862年初演、通称「白浪五人男」）は、江戸時代の盗賊日本左衛門をモデルとする「日本駄右衛門」ら「白浪五人男」を描く作品であるが、北条時頼の頃の鎌倉が舞台と設定されている。五人男が船で逃れるために「稲瀬川」の土手に勢揃いし、捕り手に囲まれながら見得を切る場面が、見せ場の「稲瀬川勢揃いの場」であるが、舞台背景には対岸に浅草の待乳山聖天が描かれており、明らかに隅田川と分かるようになっている。
このほか黙阿弥の作品では、『小袖曾我薊色縫』（1858年初演、別外題『花街模様薊色縫』、通称「十六夜清心」）に「稲瀬川百本杭の場」が、『八幡祭小望月賑』（1860年初演、通称「縮屋新助」）に「稲瀬川波除の場」がある。「百本杭」「波除」は、隅田川の両国橋周辺に川岸の保護（波除け）のために打ち込まれた多数の杭「百本杭」を表す。
黙阿弥の作品以外では、『桜姫東文章』（1817年初演、四代目鶴屋南北ほか作）に「稲瀬川の場」がある。